# Laura Janner-Klausner
Laura Naomi Janner-Klausner (en hébreu : לוֹרָה ג׳אָנֶר-קלְוֹזנֶר, née le 1er août 1963) est une rabbinne britannique et une coach en inclusion et développement. Elle est la première rabbinne principale du judaïsme réformé (en) de 2011 à 2020.
Elle grandit à Londres avant d'étudier la théologie à l'université de Cambridge et de partir en Israël en 1985, vivant à Jérusalem pendant 15 ans. Elle retourne en Grande-Bretagne en 1999 et est ordonnée au Leo Baeck College, servant de rabbin à la synagogue Alyth (synagogue réformée du nord-ouest de Londres (en)) jusqu'en 2011. Depuis avril 2022, elle est rabbinne à la synagogue réformée de Bromley (en), dans le sud-est de Londres.
Laura Janner-Klausner représente une voix juive progressiste auprès des Juifs britanniques et du grand public, s'exprimant sur des sujets tels qu'Israël et la Palestine, la justice sociale, le mariage homosexuel et les relations interconfessionnelles. Elle participe régulièrement à des émissions telles que Thought for the Day (en) sur BBC Radio 4,  Pause for Thought (en) sur BBC Radio 2, The Big Questions (en) et Sunday Morning Live (en) sur BBC One. En novembre 2014, le Huffington Post rapporte que Laura Janner-Klausner est « en passe de devenir le leader juif le plus en vue du pays » et la décrit comme « follement sympathique, emphatique, intense et franche ». En 2018, elle figure dans la liste The Progress 1000 des personnes les plus influentes de Londres. En 2013, elle fait partie des 100 femmes de l'année de la BBC. Elle écrit un livre sur le thème de la résilience, Bitesize Resilience: A Crisis Survival Guide. Elle est coprésidente de la Commission interconfessionnelle mondiale sur les LGBT et membre honoraire du Centre Edward Cadbury pour la compréhension publique de la religion à l'université de Birmingham. Elle est également membre de la Royal Society of Arts. 